# Moesowie
Moesowie – rodzina pochodzenia holenderskiego, osiadła w Niemczech, wyznania ewangelickiego, później rzymskokatolickiego. Wywód genealogiczny gałęzi polskiej od Chrystiana Augusta Moesa, syna Ernesta, właściciela drobnej manufaktury sukienniczej w Montjoie koło Akwizgranu.

## Pochodzenie i charakter rodziny
Chrystian August Moes przybył w roku 1829 do Zgierza, gdzie dzięki własnej przedsiębiorczości i korzystnemu ożenkowi z Konstancją Boese, rozwinął działalność przemysłową. W przedsięwzięciach gospodarczych prowadzonych z dużym rozmachem towarzyszył mu również przybyły nieco później brat Fryderyk Karol Moes.
21 października 1845 roku Fryderyk Karol Moes zakupił na licytacji (za 14 605 rubli) nieruchomości Księżego Młyna w Łodzi (m.in. przędzalnię); kwotę tę przedsiębiorca zobowiązał się spłacać przez 18 lat począwszy od 1848 roku; pełne uruchomienie zakładu włókienniczego nastąpiło po roku 1850.
Mimo wejścia w szeregi burżuazji Królestwa Polskiego, wzbogacenia się oraz skoligacenia z polskimi rodami szlacheckimi, Moesowie w odróżnieniu od innych podobnych rodów pochodzenia niemieckiego bądź neofickiego, nigdy nie zabiegali o szlachectwo. W aktach metrykalnych Choroszczy i innych brak jakichkolwiek śladów nobilitacji. Monografia rodu wydana w Niemczech nie zawiera żadnych wzmianek o szlachectwie, w tym gałęzi polskiej. Wszelkie informacje o szlachectwie, a także tytule baronowskim pojawiające się w związku z Władysławem Moesem są pozbawione jakiejkolwiek wiarygodnej podstawy źródłowej.

## Przedstawiciele
- Fryderyk Karol Moes (1808–1863), przemysłowiec.
- Chrystian August Moes (1810–1872), przemysłowiec.
- Karol August Moes (ok. 1865–1929), przemysłowiec.
- Aleksander Juliusz Moes (1865–1928), ziemianin.
- Aleksander Moes (1899–1986), ziemianin.
- Władysław Moes (1900–1986), ziemianin, pierwowzór literacki „Tadzia” z noweli Tomasza Manna „Śmierć w Wenecji”.
- Jerzy Moes (ur. 1935), aktor.

## Koligacje
Rodzina Moesów od drugiej połowy XIX w. związała się ze społeczeństwem polskim i spokrewniła z następującymi rodami szlachty polskiej: Brzozowskimi h. Belina, Dąmbskimi h. Godziemba, Kwileckimi h. Bylina, Miączyńskimi h. Suchekomnaty, Morawskimi h.Nałęcz vel Drogosław, Potockimi h. Złota Pilawa, Sobańskimi h. Junosza i Żółtowskimi h. Ogończyk.

## Majątki ziemskie i zakłady przemysłowe
- Choroszcz,Głosków, Pilica, Sprowa, Udórz i Łany oraz Wierbka
- Fabryka Sukna i Kortów w Sławniowie, Zakłady Papiernicze w Wierbce, Księży Młyn